# Fermín Galán
Pour les articles homonymes, voir Rodríguez et Galán.
Fermín Galán Rodríguez, né le 4 octobre 1899 à San Fernando (province de Cadix) et mort à Huesca le 14 décembre 1930, est un militaire espagnol républicain. Il est connu pour sa participation à divers pronunciamientos.
Il est frère de Francisco Galan, lui aussi militaire et membre important de la direction du parti communiste espagnol.

## Biographie

### Jeunesse et Guerre du Rif
Il perd très jeune son père, sous-officier de l'armada espagnole. Il fait ses études militaires à l'Académie militaire d'infanterie de Tolède puis entre dans l'armée espagnole en 1919. En 1924, lieutenant de la Légion espagnole, il est blessé au cours de la Guerre du Rif et est décoré.
Lors de sa convalescence à l'hôpital de Carabanchel, il écrit un roman ayant pour toile de fond la même guerre, La Barbarie Organizada, profondément inspiré par sa propre expérience.

### Participation à la Sanjuanada et emprisonnement
Il participe en 1926 à la Sanjuanada, soulèvement visant à mettre fin à la dictature de Primo de Rivera. Après l'échec de celui-ci, il est condamné par un conseil de guerre à six ans de détention au Château de Montjuïc de Barcelone. Là-bas, il devient proche de certains leaders du mouvement anarchiste local.
C'est également au cours de son emprisonnement qu'il écrit un essai politique intitulé La Nueva Creación, qui bien que reflet de la méconnaissance des sciences politiques par son auteur est une illustration du mépris envers la classe politique ressenti par bon nombre de jeunes officiers de l'armée espagnole d'alors.
Après la démission de Miguel Primo de Rivera et trois ans de réclusion accomplis, il bénéficie de l'amnistie décrétée par le nouveau dictateur, le général Dámaso Berenguer. Il reprend du service avec le grade de capitaine au 19e régiment de Galice, dont la garnison se trouve à Jaca.

### Soulèvement de Jaca

Citadelle de Jaca

À Jaca, il ne tarde pas à entrer en contact avec les principaux éléments actifs du mouvement républicain sur place, dont Julián Borderas Pallaruelo (es), José Luis Rodríguez Subirana (El Relojero), Pío Díaz et Antonio Beltrán Casañas (El Esquinazau). Toujours en 1930, il se met au service du Comité national révolutionnaire, récemment constitué par les républicains après la signature de l'Accord de Saint-Sébastien. Il est nommé « délégué du comité révolutionnaire en Aragon ». Dès lors il tente de mettre en place, avec d'autres compagnons d'armes de la même localité, un plan pour provoquer le soulèvement de la garnison et s'unir au soulèvement d'ampleur nationale préparé par le Comité. Galán considère certaines précautions prises par celui-ci comme de l'indécision, si bien que les nombreux reports de la date fatidique par le comité finissent par avoir raison de sa patience et que, décide à sortir ses troupes dans la rue, il lance un ultimatum, puis, en compagnie de divers officiers (notamment les capitaines Ángel García Hernández, Salvador Sediles et Miguel Gallo (es)) et quelques militants républicains locaux, il soulève la garnison de Jaca le matin du 12 décembre et ouvre un épisode connu sous le nom de soulèvement de Jaca. Les insurgés forment deux colonnes, l'une empruntant le chemin-de-fer et l'autre la route, et se dirigent vers Huesca, où ils espèrent, conformément à la promesse reçue par certains officiers du lieu, être rejoints par les membres de la garnison.

### Échec et exécution
Le gouvernement, alerté par une fonctionnaire du bureau des télégraphes de Jaca, réagit promptement et tente, par le biais du capitaine général de la région, de briser l'avancée des insurgés. Ceux-ci sont mis en déroute et Galán est emmené en fuite par d'autres soldats soulevés. Quelques kilomètres plus loin, il demande l'arrêt du véhicule et se rend au maire de Biscarrués en compagnie de deux autres officiers. Ils sont pris en charge par la Guardia Civil et emmenés à Huesca où, de la nuit du 13 au matin du 14, ils sont jugés par un conseil de guerre qui condamne à mort les capitaines Galán Rodríguez et García Hernández. Les condamnés sont fusillés le même jour, pourtant un dimanche, à deux kilomètres de Huesca. Galán donne lui-même l'ordre de feu au peloton d'exécution et tombe au cri de « ¡Viva la República! » (« Vive la République !»).

## Un héros de la République
Après l'avènement de la Seconde République en avril 1931, sont prises une série de mesures pour mettre en avant la figure de Galán et lui rendre hommage. Il reçoit la médaille de l'Ordre de Saint-Ferdinand. Il devient une icône du républicanisme espagnol et en vient à être considéré comme un « martyr de la République ». Un film portant son nom et inspiré de sa vie est réalisé en 1931.